# Friedrich Haux (Textilfabrikant, 1860)

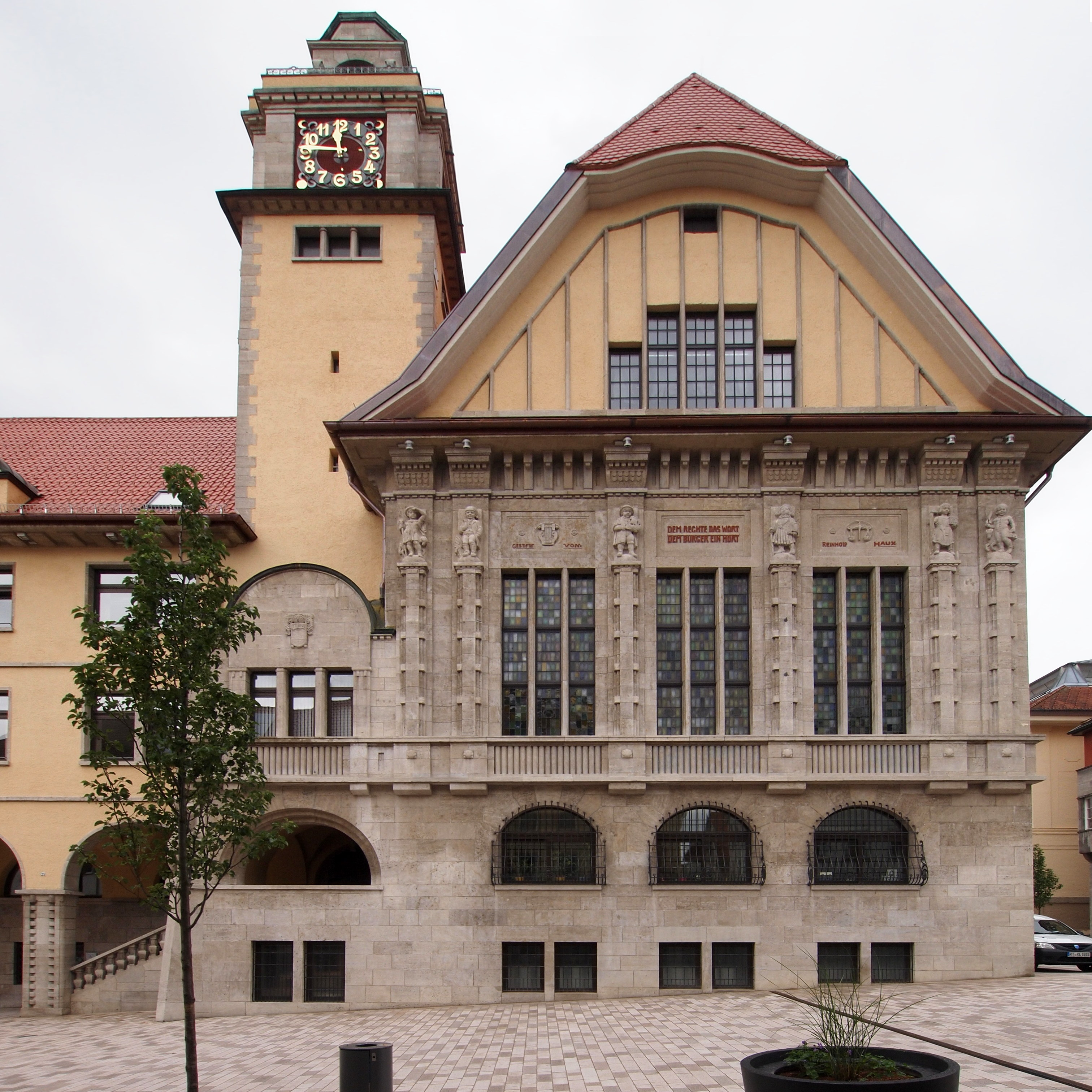
Reinhold Haux ist als Stifter auf der Schmuckfassade am Ebinger Rathaus verewigt.

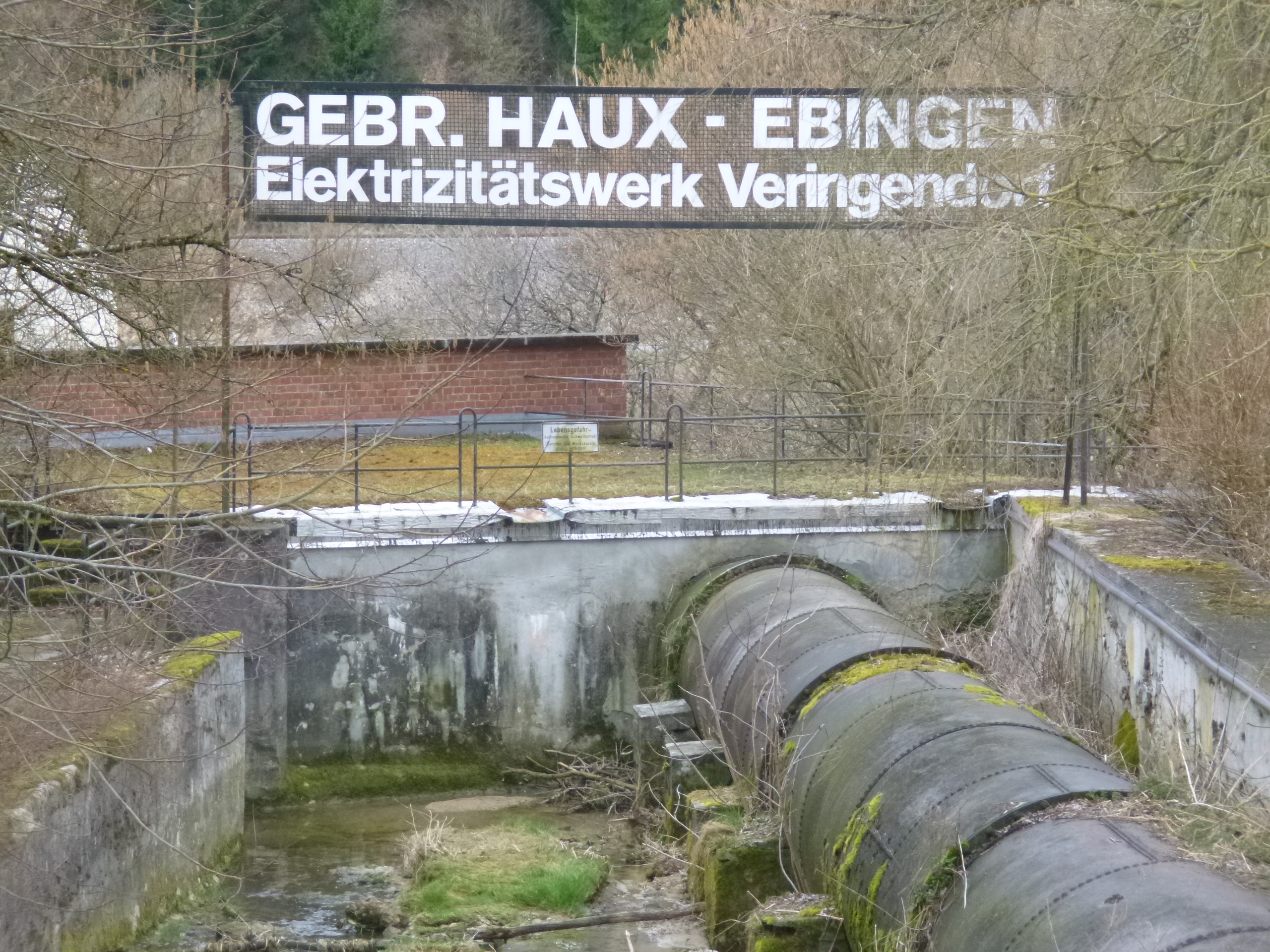
Wasserkraftwerk Veringendorf

 Friedrich Haux (* 5. November 1860 in Ebingen; † 10. Februar 1929 in Balingen) war ein deutscher Unternehmer in der Textilindustrie.

## Leben
Der Sohn des Ebinger Rotgerbers Johann Martin Haux machte zunächst eine kaufmännische Lehre in der Ebinger Wirk- und Strickwarenfabrik Linder & Schmid. Zu Ausbildungszwecken ging er auch ins Ausland. Geschäftsreisen führten ihn unter anderem nach Großbritannien, Frankreich und Österreich-Ungarn. Gemeinsam mit seinem Bruder Reinhold (1853–1939), der 1896 wieder ausschied, gründete er 1885 eine Trikotwarenfabrik, die bis 1988 bestand. Zum Unternehmen gehörte auch ein Kraftwerk in Veringendorf, das die Fabrik mit Energie versorgte, und in der Folge ein Energieversorgungsunternehmen, das erst 1997 auf die Stadtwerke von Albstadt überging.
1886 heiratete er Lydia Kauffmann, mit der er drei Kinder hatte: Fritz Haux (1887–1966), Alfred Haux (1892–1967) und die Tochter Gisela. Er ließ die als Villa Haux bekannten Gebäude in Ebingen errichten. Politisch wurde er ab 1912 für die Fortschrittliche Volkspartei aktiv. Von 1913 bis 1918 gehörte er der württembergischen Kammer der Abgeordneten an. Er war ein Gönner Kurt Georg Kiesingers in dessen Zeit im katholischen Lehrerseminar Rottweil.